# Royal Gibraltar Regiment
Le Royal Gibraltar Regiment est une unité militaire britannique basée a Gibraltar. Le régiment a été formé à partir des Forces britanniques de Gibraltar qui ont servi durant la Seconde Guerre mondiale dans la défense de Gibraltar. Il a été formé en 1958 en tant qu'unité d'infanterie, avec une troupe d'artillerie intégrée. Le régiment est inclus dans l'armée britannique en tant que force d'engagement de défense. En 1999, le régiment a reçu le titre royal. Le régiment recrute à Gibraltar, au Royaume-Uni, en république d'Irlande et dans le Commonwealth.

## Histoire

### 18eSiècle
La première preuve historique vérifiable de civils locaux enrôlés pour défendre Gibraltar remonte au 24 juin 1720 et, en 1755, une organisation armée d'hommes locaux montait la garde sur la ligne de piquetage de Bayside à Devil's Tower pour empêcher les soldats de la garnison de déserter vers le ennemi. Ces hommes étaient connus sous le nom de Garde Génoise et ont été dissous à la fin de la Guerre de Sept Ans.
Pendant le Grand Siège de Gibraltar, 160 ouvriers locaux se sont portés volontaires pour participer à l'action dans la nuit du 26 au 27 novembre 1781. Ils ont été chargés de suivre l'avancée des troupes et d'aider au démantèlement et à la démolition des batteries, magasins et tranchées espagnoles.

### 19eSiècle
Au cours de la campagne du Soudan, 100 hommes locaux ont été déployés par le commissariat en tant que chauffeurs de transport, connus sous le nom de Los Carreteros Del Rey (Les Chauffeurs de Charrette du Roi). L'expédition a été impliquée dans plusieurs batailles avec les derviches. Lors d'un défilé organisé à Gibraltar, les conducteurs de charrettes ont reçu la médaille de la guerre égyptienne avec un fermoir portant le titre « Suakin 1885 ».

### 20e siècle
Le Gibraltar Regiment comptait 256 hommes (dont 45 soldats réguliers) en 1985, avec un quartier général, une compagnie d'infanterie et une batterie d'artillerie. Cette dernière disposait d'une troupe de campagne équipée du canon léger L118 de 105 mm et d'une troupe de défense aérienne équipée du missile sol-air a très courte portée Blowpipe.

## Objectif
Le régiment entreprend des tâches cérémonielles de l'armée à Gibraltar car c'est la seule unité majeure basée là-bas. Il est responsable de la garde de cérémonie du gouverneur à sa résidence le couvent, et de la cérémonie des clés deux fois par an et de la parade d'anniversaire du roi sur la place des Casemates, ainsi que de toute autre garde d'honneur. En mars 2001, pour la première fois, le régiment monte la garde au Palais de Buckingham. En plus de cela, le régiment a tiré trois saluts royaux de 62 canons à la Tour de Londres à l'occasion de l'anniversaire de Sa Majesté la Reine, un devoir normalement effectué par l'Honourable Artillery Company. Le régiment a repris les deux rôles en avril 2012 et est retourné à Londres une fois de plus en mars 2022 pour des fonctions publiques.

## Colonels Régimentaires Honoraires
Source:
- 1953–1958 : William Thomson
- 1958–:Gen. Charles Keightley
- 1980–1985:  John Joseph Porral
- 1985–1989:  Arthur John Ferrary
- 1989–1998:  Domingo Louis Collado
- 1993–1999:  Robert Peliza
- 1998–2003:  John Joseph Porral
- 2003–2008:  Eddie A. Guerrero
- 2008–2014:  Dennis Duarte
- 2014–2017: Ernest Michael Britto
- 2017–: Francis Brancato

## Les Musiciens
Le Royal Gibraltar Regiment a également un orchestre militaire et un corps de tambours.